# Monica Berescu
Monica-Elena Berescu, (n. 21 mai 1987, Iași, România) este o politiciană română, aleasă deputată de Iași în 2020 și 2024 din partea Uniunii Salvați România (USR).